# Флавий Абинней
Флавий Абинней (лат. Flavius Abinnaeus) — римский солдат IV века, занимавший должность префекта алы в Египте. Известен благодаря своему архиву папирусов, являющемуся ценным источником по общественной жизни в египетской хоре. В греческой части архива имя Абиннея пишется 12 различными способами, отражающими особенности местного произношения, из которых основным считается др.-греч. Ἀμμενεῡς. Согласно архиву, Абинней был префектом расквартированной в фаюмском Дионисии алы (Ala Quinta Praelectorum), а также командиром форта. После завершения службы в Дионисии он перебрался в Филадельфию, так же расположенную в Фаюме, захватив с собой часть своего архива. В 1962 году все папирусы коллекции были опубликованы британским историком сэром Идрисом Беллом. Документы из архива Абиннея обозначаются P.Abinn. Архив включает также документы его супруги Нонны. Собрание является единственным двуязычным архивом, происходящим из римской военной среды.
Документы из архива Абиннея охватывают период с 340/341—351 годы и включают 83 документов на греческом языке и 2 документа на латыни. Они были обнаружены, видимо, в фаюмской Филадельфии и в 1893 годы были проданы в Британский музей и Женевский университет. Архив включает деловую переписку, докладные, счета, петиции, контракты и письма. В документах упоминается более 300 имён.
Самое раннее упоминание об Абиннее содержится в петиции крестьянина Аврелия Сакаона, чей архив также сохранился. В петиции, датированная 29 марта 342 года, Сакаон обращается к Абиннею как командиру алы в Дионисии. Хронологически первым документом из архива самого префекта является латинский черновик петиции к императорам Констанцию II (337—361) и Константу (337—350) с просьбой о назначении в Дионисию (P.Abinn 1). О своей предыдущей карьере Абинней сообщает, что перед тем он 33 года служил в вексилляции парфянских лучников (uexillatio Parthusagittariorum) в Диосполисе в Верхней Фиваиде. При дворе он оказался, будучи направленным комитом Сенецием (Senecio) сопровождать неких блеммиев, вероятно, беглых племенных вождей, в Константинополь. Поскольку Абинней смог встретиться с Констанцием в столице, где тот был крайне редко, а в период между 335 и 342 годом только дважды, вероятнее всего, что встреча состоялась в июле 336 года. Согласно Евсевию Кесарийскому, тогда, в период торжеств в честь юбилея царствования Константина Великого, прибыло множество послов, в том числе и блеммии. В Константинополе Абинней получил указание вернуть африканцев на родину, что и было им исполнено. В 339 или 340 году он доставил в сирийский Иераполис рекрутов из Фиваиды. Удостоившись аудиенции императора, он ушёл в отставку с военной службы, был удостоен чести purpuram adorare и получил должность префекта алы. В Египте, однако, приказ о назначении Абиннея не был принят местными властями, поскольку такой же документ был предоставлен другим человеком, поддержку которому оказывал дукс Валасиус (Valacius). Для разрешения данной коллизии Абинней и написал свою петицию, в которой рассказал в своей карьере, развитие которой было обусловлено «священным правом» (iudicio sacro), а не суффрагию (ex suffragio), как у других. Очевидно, дело разрешилось в его пользу не позднее весны 342 года, что и было зафиксировано в документе Сакаона. В 344 году Валасиус направил Абиннею письмо об отставке на основании того, что на его должность назначен другой человек также на основании iuxta divina sancite. Отказавшись признать полномочия нового назначенца, действующий префект вступил в переписку с двором, о чём свидетельствуют два письма за 1 и 2 февраля 345 года. Абиннею вновь сопутствовала удача, и как минимум с 1 мая 346 года до 11 февраля 351 года он вновь занимал свою должность.
Во многих письмах Абиннея пристутствуют христианские приветствия и пожелания, о переписывался со священниками и принимал от них петиции. По предположению Т. Д. Барнса враждебность дукса Валасиуса, возможно, объяснялась принадлежностью к разным церковным партиям, так как из других источников известно, что дукс был противником епископа Афанасия и монаха Антония Великого.

## Издания трудов
- Flavius Abinnaeus. The Abinnaeus Archive: Papers of a Roman Officer in the Reign of Constantius II / H. I. Bell. — Oxford Clarendon Press, 1962. — 191 p.